# David Ochoa
Pour l’article homonyme, voir Ochoa.
 (janvier 2022).
 (septembre 2023).
David Ochoa né le 16 janvier 2001 à Oxnard en Californie, est un footballeur mexicain. Il joue actuellement en tant que gardien de but.

## Biographie

### Carrière en club
Il fait ses débuts avec les Real Monarchs en United Soccer League le 22 avril 2018, lors d'une défaite 2-0 face aux Rowdies de Tampa Bay (défaite 2-0).
Le 18 novembre 2018, le jeune joueur signe avec le Real Salt Lake — le club-mère des Real Monarchs — en tant que Homegrown Player. Avec la réserve, il remporte la finale du USL Championship le 17 novembre 2019 contre Louisville City.
Il fait ses débuts avec le Real Salt Lake, en MLS, le 8 novembre 2020, contre le Sporting de Kansas City (défaite 0-2).
Arrivé au cours de l'été 2022, D.C. United annonce que son contrat n'est pas renouvelé le 14 novembre 2022.
En 2024, il rejoint le Los Angeles FC.

### Carrière internationale
Avec l'équipe des États-Unis des moins de 20 ans, il participe au championnat de la CONCACAF des moins de 20 ans en 2018. Lors de cette compétition organisée à Bradenton en Floride, il joue deux matchs. Les États-Unis remportent le tournoi en battant le Mexique en finale.
L'année suivante, il participe avec les États-Unis à la Coupe du monde des moins de 20 ans qui se déroule en Égypte. Lors du mondial junior, il joue à nouveau deux matchs. Les États-Unis s'inclinent en quart de finale face à l'Équateur.
Le 30 mai 2021, il figure pour la première fois sur le banc des remplaçants de l'équipe des États-Unis A, mais sans entrer en jeu, lors d'une rencontre amicale contre la Suisse (défaite 2-1). Il fait ensuite partie de l'effectif des États-Unis qui remporte la Ligue des nations en 2021, mais sans jouer la moindre minute.
Le 9 octobre 2021, il fait ses débuts avec l'équipe du Mexique des moins de 21 ans, en amical contre la Roumanie (victoire 1-3).

## Palmarès
| États-Unis -20 ans - Vainqueur du Championnat de la CONCACAF -20 ans en 2018. - Vainqueur de la Ligue des Nations de la CONCACAF en 2020 |  | Real Monarchs - Vainqueur du USL Championship en 2019. Los Angeles FC - Vainqueur de la Coupe des États-Unis en 2024 |